# Håkon Wibe-Lund
Håkon Wibe-Lund (5 settembre 1980) è un allenatore di calcio ed ex calciatore norvegese, di ruolo difensore.

## Carriera

### Giocatore

#### Club
Proveniente da Svelvik, Wibe-Lund ha cominciato la propria carriera a livello giovanile con il Berger e lo Svelvik. Successivamente, ha giocato per il Lyn Oslo, che nell'autunno 2000 lo ha ceduto in prestito al Fossum. Nel 2001, è stato in forza all'Asker.
Prima dell'inizio della stagione 2002, Wibe-Lund è passato al Kongsvinger, compagine all'epoca militante in 2. divisjon. Ha disputato 77 partite di campionato con questa maglia, non giocando però alcuna partita nella stagione 2004 a causa di un infortunio. Nel 2007 è passato all'Hønefoss, ma altri infortuni lo hanno portato alla decisione di ritirarsi e di intraprendere una carriera da allenatore.

#### Nazionale
Wibe-Lund ha giocato una partita per la Norvegia under 18, in occasione della sconfitta per 1-4 subita in amichevole contro gli Stati Uniti.

### Allenatore
Immediatamente dopo essersi ritirato dall'attività agonistica, è diventato allenatore dello Svelvik. Dal 2008 al 2012 ha fatto parte dello staff tecnico dell'Hønefoss.
Nel 2013, è diventato assistente di Lars Bakkerud al Fredrikstad. A giugno dello stesso anno è diventato allenatore della squadra ad interim, a causa dell'assenza per malattia di Bakkerud, che si è protratta sino al termine della stagione: Wibe-Lund è stato quindi chiamato a guidare il Fredrikstad in via definitiva, con un contratto biennale.
Il 7 maggio 2015 ha rassegnato le proprie dimissioni da allenatore della squadra. Ad agosto dello stesso anno è diventato assistente di Bjørn Petter Ingebretsen allo Strømsgodset.
Il 13 ottobre 2016, Wibe-Lund è stato momentaneamente chiamato a guidare lo Strømsgodset, a causa delle dimissioni di Ingebretsen per motivi di salute, in attesa della scelta di un nuovo allenatore. Il 18 ottobre, Tor Ole Skullerud è stato ingaggiato come tecnico della squadra e Wibe-Lund è tornato a ricoprire il ruolo di assistente.
L'11 aprile 2021, Wibe-Lund è tornato nuovamente alla guida dello Strømsgodset, in tandem con Bjørn Petter Ingebretsen, a seguito del licenziamento dell'allenatore Henrik Pedersen. Il 12 novembre 2022, i due hanno lasciato l'incarico, in comune accordo con la società.
A dicembre 2022 è diventato assistente di Pål Arne Johansen all'Odd, a partire dalla stagione 2023.